# János Aczél
János D. Aczél FRSC (Budapeste, 26 de dezembro de 1924) é um matemático húngaro-canadense.
É especialista em equações funcionais.

## Afiliações
- Professor emérito do Departamento de Matemática Pura da Universidade de Waterloo
- Fellow da Sociedade Real do Canadá (1971)
- Membro externo da Academia de Ciências da Hungria (1990)